# Фредді Оверстеген
Фредді Нанда Деккер-Оверстеген (нід. Freddie Nanda Dekker-Oversteegen; 6 вересня 1925, Схотен — 5 вересня 2018, Дрігейс, Нідерланди) — учасниця нідерландського руху опору під час окупації Нідерландів у Другій світовій війні.

## Раннє життя
Фредді Оверстеген народилася 6 вересня 1925 року в селі Схотен, Нідерланди. У неї була старша сестра Трюс Менгер-Оверстеген.
Родина жила на баржі, у трюмі якої, перед початком війни в самих Нідерландах, вони переховували втікачів із Литви.
Після розлучення батьків Оверстеген виховувала мати, Трейнтьє (нід. Trijntje). Вони переїхали з баржі в маленьку квартиру. Її мати пізніше вийшла заміж вдруге і народила їй зведеного брата. Сім'я жила бідно. Мати була комуністкою, вона вчила дітей співчувати іншим, наприклад, вони робили ляльки для дітей, які постраждали від громадянської війни в Іспанії.

## Друга світова війна
Під час Другої світової війни родина Оверстегенів переховували у своєму домі євреїв. Фредді Оверстеген і Трюс почали роздавати антинацистські брошури, що привернуло увагу командира Гарлемської Ради Опору Франса ван дер Віля (нід. Frans van der Wiel). З дозволу матері дівчата долучилися до Ради Опору. На той момент Фредді було чотирнадцять років. Дівчата приєдналися до групи з п'яти повстанців, пройшли мінімальну підготовку, в тому числі їх навчили стріляти.
1943 року до групи приєдналася Ганні Схафт, і троє дівчат, єдині у групі, діяли окремо, влаштовуючи диверсії нацистам у Нідерландах. Вони використовували динаміт, щоб вивести з ладу мости та залізничні колії. Вони також вивозили єврейських дітей з країни або допомагали їм втекти з концтаборів. 
Оверстегени і Схафт також вбивали німецьких солдатів, а Фредді була першою з них, хто вбив солдата, вистріливши в нього під час їзди на велосипеді. Вони також заманювали солдатів до лісу, фліртуючи, а потім убивали їх. Оверстеген підходила до солдатів у тавернах, барах, і запрошувала їх «прогулятися» в лісі. Єдина операція, яку вони відмовилися виконувати, полягала у викраденні дітей Артура Зейсса-Інкварта для обміну, бо дівчата переживали, що діти можуть постраждати у ході завдання.

## Після війни
Оверстеген входила до правління Національного фонду Ганні Схафт (нід. Narodowej Fundacji Hannie Schaft), який заснувала її сестра Трюс 1996 року. Фредді Оверстеген одружилася з Яном Деккером (нід. Jan Dekker). У них було троє дітей та четверо внуків. Наприкінці свого життя Оверстеген пережила серію серцевих нападів. Вона померла 5 вересня 2018 року в будинку престарілих у Дрігейсі, за день до свого 93-го дня народження.

## Вшанування пам'яті

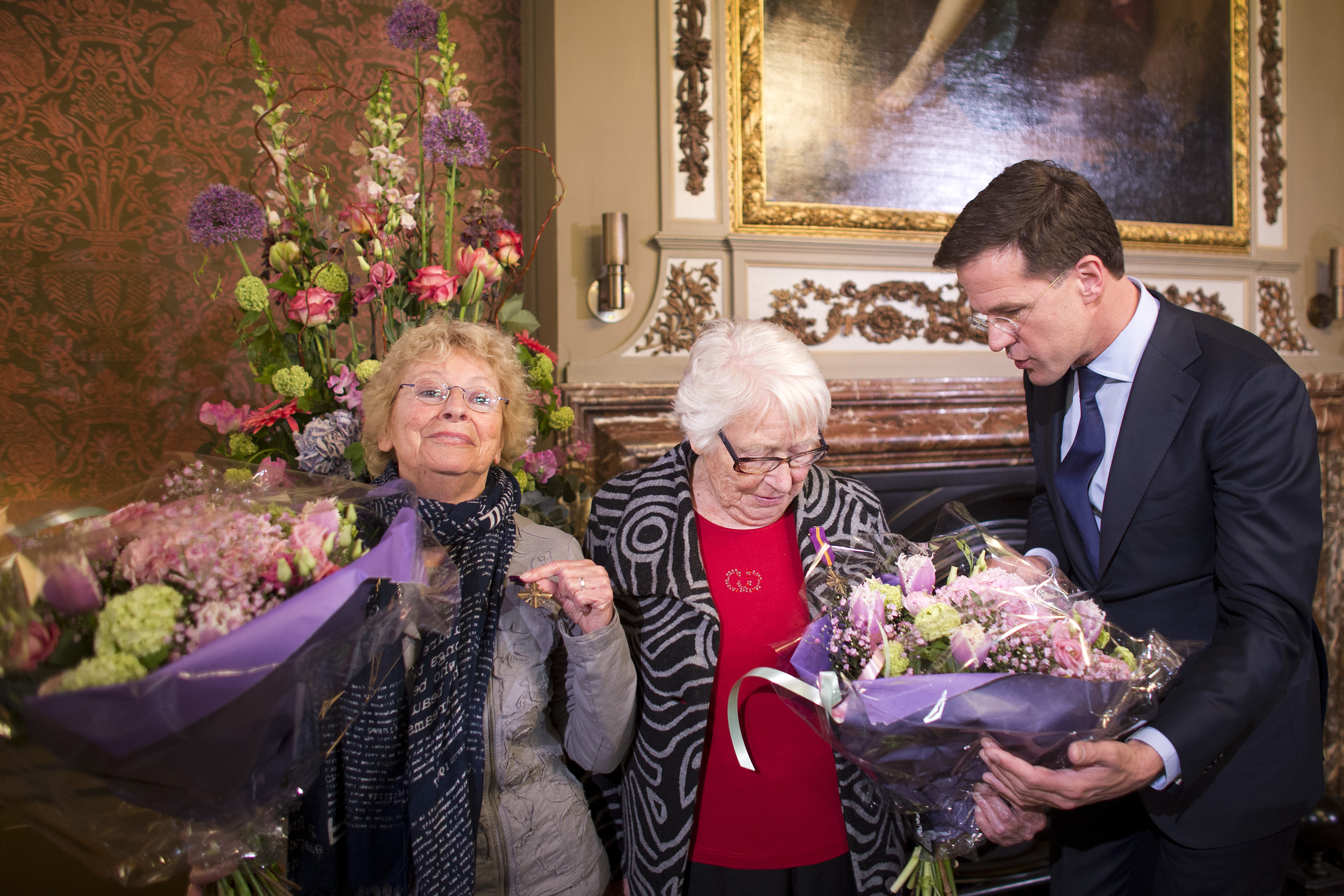
Сестри Оверстегени на врученні Хреста (15 квітня 2014 року)

2014 року прем'єр-міністр Нідерландів Марк Рютте нагородив Фредді та Трюс хрестом Воєнної Мобілізації (нід. Mobilisatie-Oorlogskruis) за їхні дії опору під час війни. У Гарлемі також назвали вулицю на її честь.
2016 року вийшов документальний фільм «Дві сестри в Опорі» (нід. Twee Zussen in Verzet), режисери — Манон Горнстра (нід. Manon Hoornstra) та Тейс Земан (нід. Thijs Zeeman).
2024 року Pendragon Pictures оголосили про зйомки повнометражного художнього фільму «Рудоголова» (англ. The Red Head) про Ганні, Фредді та Трюс. Режисер — Тімоті Гайнс.

## Виноски
1. 1 2 3 4 5 6 7 8  Smith H. Freddie Oversteegen: Dutch resistance fighter who lured Nazi soldiers into deadly ambushes — United Kingdom: 2018. — ed. size: 176681 — ISSN 1741-9743
2. ↑  ČSFD — 2001.
3. 1 2 3 4 5  de Volkskrant, Volkskrant magazine — De Persgroep Nederland, 1919. — ISSN 1566-6026
4. 1 2  Чеська національна авторитетна база даних
5. 1 2 3 4 5  Roberts, Sam (25 вересня 2018). Freddie Oversteegen, Gritty Dutch Resistance Fighter, Dies at 92. The New York Times. Процитовано 10 березня 2019.
6. 1 2 3 4 5 6 7 8 9 10 11 12  Smith, Harrison. Freddie Oversteegen, Dutch resistance fighter who killed Nazis through seduction, dies at 92. The Washington Post. Процитовано 16 вересня 2018.
7. 1 2 3 4 5 6  Spanjer, Noor (11 травня 2016). This 90-Year-Old Lady Seduced and Killed Nazis as a Teenager. Vice. Процитовано 16 вересня 2018.
8. 1 2 3 4 5 6 7 8  Rossen, Jake (6 лютого 2020). The Teenage Girl Gang That Seduced and Killed Nazis. www.mentalfloss.com (англ.).
9. ↑  Matt Killeen (March 2018). Orphan Monster Spy. Penguin Young Readers Group. с. 412–. ISBN 978-0-451-47873-3.
10. ↑  Kathryn Atwood (1 березня 2011). Women Heroes of World War II: 26 Stories of Espionage, Sabotage, Resistance, and Rescue. Chicago Review Press. с. 105–. ISBN 978-1-56976-852-5.
11. ↑  Resistance sisters honoured almost 70 years after the end of WWII. DutchNews.nl. DutchNews. 15 квітня 2014. Процитовано 16 вересня 2018.
12. ↑  Buchheim, ред. (2014). Under Fire: Women and World War II: Yearbook of Women's History/Jaarboek voor Vrouwengeschiedenis 34. Uitgeverij Verloren. с. 147. ISBN 9789087044756.
13. ↑  Leader, The Evening. User. The Evening Leader (англ.). Процитовано 31 січня 2025.